# Felix Afena-Gyan
Felix Ohene Afena-Gyan (Sunyani, 19 januari 2003) is een Ghanees voetballer die sinds 2021 onder contract ligt bij AS Roma.

## Clubcarrière
Afena-Gyan maakte in 2021 de overstap van EurAfrica FC naar AS Roma, eerst op huurbasis en enkele maanden later definitief. Morgan De Sanctis speelde een sleutelrol in deze transfer. In zijn eerste halve seizoen scoorde hij bij de U18 vijf goals in zeven competitiewedstrijden, en bij de U19 vier goals in vijftien wedstrijden.
Op 27 oktober 2021 maakte hij zijn officiële debuut in het eerste elftal van de club: in de competitiewedstrijd tegen Cagliari Calcio (1-2-winst) viel hij in de 57e minuut in voor Matías Viña. In zijn derde officiële wedstrijd voor de club, op 21 november 2021, viel hij tegen Genoa CFC een kwartier voor tijd in voor Eldor Shomurodov bij een 0-0-stand en leverde hij zijn club met twee doelpunten alsnog een 0-2-zege op. Het kostte zijn José Mourinho, die de tiener een paar nieuwe schoenen had beloofd bij een goal, 800 euro.

## Clubstatistieken
| Seizoen         | Club            | Land            | Competitie      | Competitie | Competitie | Beker | Beker | Supercup | Supercup | Europees | Europees | Totaal | Totaal |
| Seizoen         | Club            | Land            | Competitie      | Wed.       | Dlp.       | Wed.  | Dlp.  | Wed.     | Dlp.     | Wed.     | Dlp.     | Wed.   | Dlp.   |
| --------------- | --------------- | --------------- | --------------- | ---------- | ---------- | ----- | ----- | -------- | -------- | -------- | -------- | ------ | ------ |
| 2021/22         | AS Roma         | Vlag van Italië | Serie A         | 16         | 2          | 2     | 0     | —        | —        | 2        | 0        | 20     | 2      |
| Carrière totaal | Carrière totaal | Carrière totaal | Carrière totaal | 16         | 2          | 2     | 0     | 0        | 0        | 2        | 0        | 20     | 2      |

Bijgewerkt op 28 april 2022.

## Interlandcarrière
In november 2021 riep Milovan Rajevac hem een eerste keer op voor Ghana naar aanleiding van de WK-kwalificatiewedstrijden tegen Ethiopië en Zuid-Afrika. Hij debuteerde uiteindelijk op 25 maart 2022 in de WK-barragewedstrijd tegen Nigeria, die op 0-0 eindigde. Vier dagen later speelde Ghana in Nigeria 1-1 gelijk, waardoor Ghana zich op basis van uitdoelpunten plaatste voor het WK 2022.
| Interlands van Felix Afena-Gyan voor Ghana | Interlands van Felix Afena-Gyan voor Ghana | Interlands van Felix Afena-Gyan voor Ghana | Interlands van Felix Afena-Gyan voor Ghana | Interlands van Felix Afena-Gyan voor Ghana | Interlands van Felix Afena-Gyan voor Ghana |
| №                                          | Datum                                      | Wedstrijd                                  | Uitslag                                    | Soort wedstrijd                            | Goals                                      |
| Als speler bij AS Roma                     | Als speler bij AS Roma                     | Als speler bij AS Roma                     | Als speler bij AS Roma                     | Als speler bij AS Roma                     | Als speler bij AS Roma                     |
| ------------------------------------------ | ------------------------------------------ | ------------------------------------------ | ------------------------------------------ | ------------------------------------------ | ------------------------------------------ |
| 1.                                         | 25 maart 2022                              | Ghana – Niger                              | 0 – 0                                      | Kwalificatie WK 2022                       | -                                          |
| 2.                                         | 29 maart 2022                              | Niger − Ghana                              | 1 – 1                                      | Kwalificatie WK 2022                       | -                                          |

Bijgewerkt tot 28 april 2022.
3 Angeliño ·
4 Cristante ·
5 N'Dicka ·
7 Pellegrini  ·
11 Dovbyk ·
12 Abdulhamid ·
14 Sjomoerodov ·
15 Hummels ·
16 Paredes ·
17 Koné ·
18 Soulé ·
19 Çelik ·
21 Dybala ·
22 Hermoso ·
23 Mancini ·
25 Nelsson ·
26 Dahl ·
28 Le Fée ·
35 Baldanzi ·
56 Saelemaekers ·
59 Zalewski ·
61 Pisilli ·
66 Sangaré ·
89 Marin ·
92 El Shaarawy ·
98 Ryan ·
99 Svilar ·
Coach: Jurić